# 만석동 (인천)
만석동(萬石洞)은 인천광역시 동구에 위치한 행정동이자 법정동이다. 만석동은 전체 면적의 약 58.9%가 공장용지로 조선소, 목재공장, 보세창고 등이 해안지역에 많은편이다. 해안일대의 친수공간 조성 등 개발잠재 지역이다.

## 역사
만석리는 강화의 수로를 이용하여 서울로 운반하는 세곡을 모아 두는 창사가 있어 쌀이 모이는 곳이란 뜻에서 유래한다. 1886년 고종 3년 병인양요 시 강화수로를 향해 월미도진과 묘도포대가 구축되었다. 1968년 1월 1일 인천시 구제 실시에 따라 인천시 동구 만석동으로 명칭이 변경되었고, 1995년에는 인천광역시 동구 만석동으로 행정구역이 개편 되어 오늘에 이르고 있다.
- 1392년 태조 원년 인천부 만석리
- 1942년 인천부 만석정(萬石町)으로 개칭
- 1946년 인천부 만석동(萬石洞)으로 개칭
- 1963년 1월 1일 부천군 영종면 작약도를 만석동에 편입
- 1968년 1월 1일 인천시 동구 만석동으로 개칭
- 2000년 11월 27일 만석동 주민자치센터 개소

## 교육
- 화도진 도서관

## 주거
| 단지명        | 건설사         | 시행사       | 주소              | 입주        | 비고                            |
| ------------- | -------------- | ------------ | ----------------- | ----------- | ------------------------------- |
| 만석 비치타운 | 에스케이건설㈜ | 대한주택공사 | 동구 화도진로 187 | 2002년 10월 | 구 대성목재공업㈜ 인천공장 부지 |

## 사진

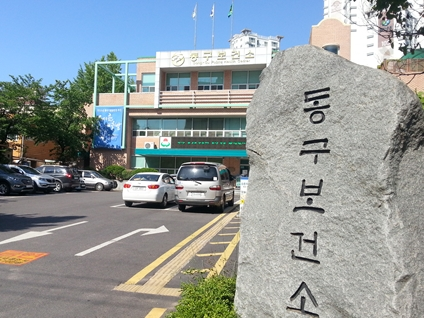
동구보건소 인천광역시 동구 석수로 90
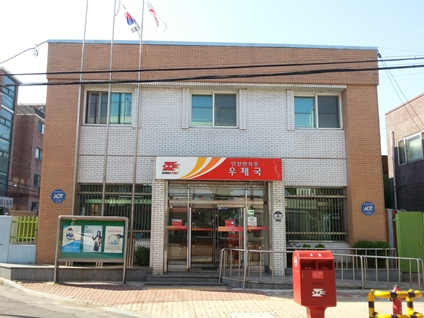
인천만석동 우체국
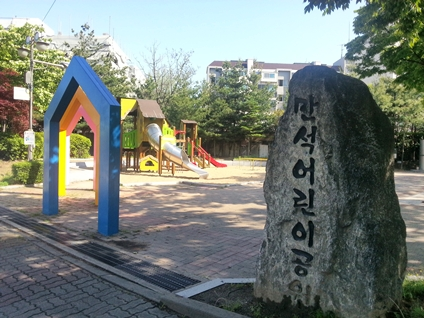
만석어린이공원